# Ginny Honeyman
Ginny Honeyman (1950) è un'ex sciatrice alpina canadese.

## Biografia
Sciatore polivalente originaria di Montréal, Ginny Honeyman fece parte della nazionale canadese nei primi anni 1970; in Coppa del Mondo esordì il 18 febbraio 1971 a Sugarloaf in discesa libera (30ª), conquistò il miglior risultato il giorno successivo nelle medesime località e specialità (28ª) e prese per l'ultima volta il via il 9 gennaio 1973 a Pfronten ancora in discesa libera (32ª). Non prese parte a rassegne olimpiche o iridate e dopo il ritiro si dedicò al circuito professionistico nordamericano (Pro Tour).

## Palmarès

### Campionati canadesi
- 2 ori (slalom gigante, combinata nel 1972)[6][senza fonte]